# Manila Esposito
Manila Esposito (Boscotrecase, 2 de novembro de 2006) é um ginasta artística italiana.

## Carreira
Esposito competiu na DTB Pokal Mixed Cup e ganhou a medalha de bronze com a equipe italiana atrás dos Estados Unidos e da Alemanha. Ela então competiu no City of Jesolo Trophy, onde terminou em décimo no geral com uma pontuação total de 51.200. Ela ganhou o título geral no Joaquim Blume Memorial com uma pontuação total de 53.300. Ela ganhou a medalha de bronze geral no Campeonato Italiano atrás de Martina Maggio e Alice D'Amato. Nas finais do evento, ela ganhou a medalha de ouro no salto, a medalha de prata na trave de equilíbrio, a medalha de bronze nas barras assimétricas e ficou em quarto lugar no exercício de solo. Ela foi então selecionada para competir no Campeonato Mundial ao lado de Maggio, D'Amato, Giorgia Villa e Veronica Mandriota. A equipe se classificou para a final da equipe, onde terminou em quinto lugar.
Nos Jogos Olímpicos de 2024, Esposito ajudou a Itália a se classificar para a final da equipe em segundo lugar. Individualmente, ela se classificou para as finais do geral, trave de equilíbrio e solo. Durante a final da equipe, Esposito contribuiu com pontuações no salto, trave de equilíbrio e solo para o segundo lugar da Itália, empatando com a melhor colocação da equipe olímpica da Itália. A última vez que a Itália ganhou esta medalha foi 96 anos antes, nos Jogos Olímpicos de 1928. Durante a final geral, Esposito ficou em décimo quarto lugar. No último dia de competição, Esposito competiu na final da trave de equilíbrio, obtendo uma pontuação de 14.000 e ganhando a medalha de bronze atrás do compatriota D'Amato e Zhou Yaqin da China.